# ميخائيل باش
ميخائيل باش (بالإنجليزية: Michael Bach)‏ هو مجدف أمريكي، ولد في 25 يوليو 1960 في جزيرة ستاتن في الولايات المتحدة.

## وصلات خارجية
- ميخائيل باش على موقع الاتحاد الدولي للتجديف (الإنجليزية)
- ميخائيل باش على موقع اللجنة الأولمبية الدولية (الإنجليزية)
- ميخائيل باش على موقع أوليمبيديا (الإنجليزية)